# Newton Teixeira
Newton Carlos Teixeira (Rio de Janeiro, 04 de Abril de 1916 — Rio de Janeiro, 7 de março de 1990), conhecido como Newton Teixeira, foi um compositor, cantor e violonista brasileiro.
É o compositor de pelo menos dois clássicos da música brasileira, a marcha-rancho Malmequer, feita em parceria com Cristóvão de Alencar e gravada em 1939 por Orlando Silva, e a valsa A Deusa da Minha Rua, em parceria com Jorge Faraj e gravada, entre muitos outros, por grandes nomes da MPB tais como Silvio Caldas, Nelson Gonçalves, Gilberto Alves, Cauby Peixoto, Dilermando Reis, Tito Madi, Jessé, Zélia Duncan e Roberto Carlos, para além do português António Zambujo.

## Trajetória profissional
Aos 20 anos compôs sua primeira música a ser gravada, "Tudo me fala do teu olhar", em parceria com Cristóvão de Alencar e gravada por Sílvio Caldas, a quem conhecera fugindo da polícia nas noites de seresta no bairro de Vila Isabel. Sua segunda música, "Ela disse Adeus", também composta com Cristóvão de Alencar, foi gravada por Francisco Alves.

## Obras como compositor
| - "A casa oficial”, com Blecaute - "A colombina e o tamborim", com Blecaute - "A madrugada”, com Brasinha - "A marcha do tempo”, com Marino Pinto - "A noite se vestiu de estrelas”, com Mário Rossi - "A patroa me contou (Segredo)“, com Brasinha - "A última orquestra”, com Brasinha - "Adeus", com Cristóvão de Alencar - "Adeus felicidade”, com Cristóvão Alencar e Sílvio Caldas - "Ai quem me dera“, com Blecaute - "Alegria na cidade”, com Ary Monteiro - "Alucinação”, com Macieira Nascimento - "Amar não é pecado”, com Sebastião Gomes - "Amor de ontem”, com Fernando Lobo - "Amor ilusão", com Henrique de Almeida e Max Bulhões - "Aniversário da mãezinha”, com Mário Viscardi - "Apesar dos pesares“ - "Aquela casa discreta", com Jorge Faraj - "Aquela dama de preto“, com Mário Rossi - "Arco Íris“, com Torres Homem - "Argentina", com Wilson Batista - "Arma do covarde“ - "Até de madrugada”, com Francisco Netto - "Até o amargo fim", com David Nasser - "Avenida iluminada", com Brasinha - “Baiana em Hollywood“, com Cristóvão Alencar - "Balançou, balançou", com Blecaute - “Bazar do amor”, com Cristóvão Alencar - "Bonequinha de veludo", com Aquiles Alves - “Bonita demais”, com Nando - “Brigas e pazes” - “Brotinho” - "Canção de Maria” - "Canoeiro”, com Sebastião Gomes e Roberto Ferreira Lima - "Carnaval antigo”, com Brasinha e Noemi Leonor Orzabal de Almeida - "Casa que tem cachorro“, com Blecaute e Jorge Veiga - "Caso de amor" - "Chorando de novo“, com Brasinha - "Chorando o passado“, com Mário Rossi - "Chorei", com Mário Rossi - "Chorei demais", com Jorge Gonçalves - "Como é que ficou o céu", com Mário Lago - "Companheiro”, com David Nasser - "Covarde”, com Rene Bittencourt - "Crime de amor“, com Blecaute - "Cuidado João“ - “Da noite para o dia“ - "Destino cruel", com Luiz Bittencourt - "Deusa da minha rua", com Jorge Faraj - "Deusa do cassino", com Torres Homem - “Dinheiro é para gastar”, com José Roy - “Dona de mil vestidos", com Maria Cândida Salles Lopes - “Dor de cotovelo em tom maior", com Mário Rossi - “Dorme" - “É melhor não voltar", com Mário Lago - "Ela deve saber", com Mário Rossi - “Ela disse adeus", com Cristóvão Alencar - “Enfarte", com Mário Rossi - "Enquanto a cidade adormece" - “Essa eu não sei“, com Francisco Netto - “Esses olhos tão lindos" - "Estranho", com David Nasser - “Estranho amor", com Mário Rossi - "Eterna capital (Brasil Batucada)“, com David Nasser - “Eu pensei nela", com Ary Monteiro - “Falsidade", com Oswaldo Guilherme - “Fantasia de luxo", com Brasinha | - “Fraqueza", com Waldemar Gomes - “Garota Bossa Nova", com Francisco Netto - "Herança", com Brasinha - “Ilha dos Amores”, com Brasinha - "Indiferença", com David Nasser - “Inflação”, com Mário Rossi - “Interrogação” - "Inveja", com David Nasser - "Jardim Botânico", com Ary Monteiro - “Lamentando" - “Lamento Noturno", com C. Brito - “Laurinda”, com Ary Monteiro - “Legenda de Ouro Preto“, com Mário Rossi - “Lei de Deus (Somos todos iguais)", com Oswaldo Guilherme - "Mais um minuto apenas "com Mário Lago - "Malmequer", com Cristóvão de Alencar - “Maria do céu" - “Maria pouca roupa", com Blecaute - “Mensagem de saudade" - "Meu confidente", com Adayla Gomes Barbosa - “Meu juiz", com Mário Rossi - “Meu samba é você“, com Oswaldo Guilherme - "Meu samba pra você" - “Meu segredo", com Jorge Faraj - “Meu velho Ceará", com Mário Rossi - “Meu violão", com Oswaldo Guilherme - "Meus olhos", com Ary Monteiro - "Micróbio do samba" - “Minh’alma te reclama" - "Mulher de luxo", com Edelyn Gameiro - "Não", com Cristóvão de Alencar - “Não beba amigo", com Carlos Bulhões - “Não há", com Oswaldo Guilherme - “Não me odeies assim” - "Não quero opinião de mulher", com Ataulfo Alves - “Não te conheço mais", com Mário Lago - "Naquela tarde" - “Nem me disse adeus", com Antônio Lopes - "Ninguém há de saber", com Vasco Gomes - "Noite de Natal", com Murilo Alvarenga - “Noites de Carnaval", com Oswaldo Guilherme - "Nosso juramento", com Cristóvão de Alencar - “Novo amor", com Mário Rossi - “O morro cantou", com Blecaute - "O morro silenciou", com Blecaute - “O navio apitou", com Sebastião Gomes - “O ovo e a galinha" - “O que há com você", com Oswaldo Guilherme - “O silencio da noite", com Carlos Nobre - “O tempo voa", com Ary Monteiro - “O velho tempo" - “Onda de carnaval", com Almeidinha - "Onde estás primavera?", com Jorge Faraj - “Os dias que lhe dei", com Ayrton Amorim - “Para mim, para você", com David Nasser - "Parada do amor", com Jorge Gonçalves - "Passou-se o tempo", com Torres Homem - “Preciso cantar", com José Filho - “Preciso falar a você", com Mário Rossi - “Princípio do fim", com Mário Rossi - “Professora suburbana", com Jorge Faraj - “Protesto de amor", com Oswaldo Guilherme - "Quando esta canção chegar ao teu ouvido", com Cristóvão de Alencar - “Quando o amor morrer“, com Oswaldo Guilherme - "Quando o rei Momo me chamar", com Cristóvão de Alencar - "Quando te encontrei" | - “Quando você me abandonou“, com Cristóvão Alencar e Sílvio Caldas - "Que bom seria", com Blecaute - "Quem é você", com Blecaute - "Quer tomar alguma coisa?", com Cristóvão de Alencar - "Quinhentos e seis", com Fonseca Filho - “Recado ao patrão", com Mário Rossi - “Receita para ser feliz“, com Mário Rossi - “Recordações”, com Haroldo Barbosa - “Recordando”, com Torres Homem - “Rei dos pilantras”, com Elisário Teixeira - “Relembrando” - “Rememorando” - “Revelação”, com Mário Rossi - “Romance” - “Romance de amor”, com Leduvy de Pina - “Roteiro sentimental (Week-end no Rio)”, com Mário Rossi - “Rua do Ouvidor”, com David Nasser - “Rugas”, com David Nasser - “Sala de frente”, com Ary Monteiro - “Salve a terra da garoa”, com Osmar Campos Filho - “Samba da despedida”, com Cristóvão Alencar - "Samba da garota bonita", com Cristóvão de Alencar - "Samba do gato", com Sebastião Gomes - "Samba serenata", com Cristóvão de Alencar - "São Jorge", com Ary Monteiro - "Saudade do teu beijo", com Ary Monteiro - "Se a vida fosse sempre assim", com Mário Lago - "Se alguém disse”, com Arnaldo Paes e Artaud Canegal - "Se você voltar", com José Roy - "Sempre bonita", com Oswaldo Guilherme - "Sempre você", com Cristóvão de Alencar - "Serenata", com Cristóvão Alencar - "Seresta", com Alvarenga e Ranchinho - "Seresteira" - "Seresteiro", com Oswaldo Guilherme - "Serrinha” - "Sino da minha igreja", com Osmar Campos Filho - "Sinto falta", com José Roy - "Só não posso", com J. Audi - "Somos todos iguais" - "Sonho de fim de semana", com Mário Rossi - “Tantos amores", com Oswaldo Guilherme - “Teleco-Teco no choro" - "Tempo de criança" - “Tens razão", com Orestes Barbosa - “Teresópolis" - “Terminei tua canção", com Mário Rossi - “Traição", com J. Audi - "Três dias é pouco", com Cristóvão de Alencar - “Tristeza…saudade" - “Tudo me fala do teu olhar", com Cristóvão de Alencar - “Tudo passa" - “Um corpo de mulher", com Mário Rossi - “Um homem livre", com Fonseca Filho - "Vai dormir, criança", com Ciro de Souza - "Vamos cantar", com Cristóvão de Alencar - “Vê se me esquece”, com Almeidinha - "Veneno”, com Carvalhinho - “Vida caprichosa", com Rene Bittencourt - “Vida de artista", com Eratóstenes Frazão - “Violão em seresta", com Alvarenga e Ranchinho - “Violões em seresta" - "Você e seu novo amor", com Mário Morais - "Você não tem palavra", com Ataulfo Alves - "Voltaste" |

Obs: As músicas sem referência não foram gravadas, mas constam de listas de editoras ou em documentos, partituras e letras, do arquivo particular do compositor.

## Discografia (incompleta)

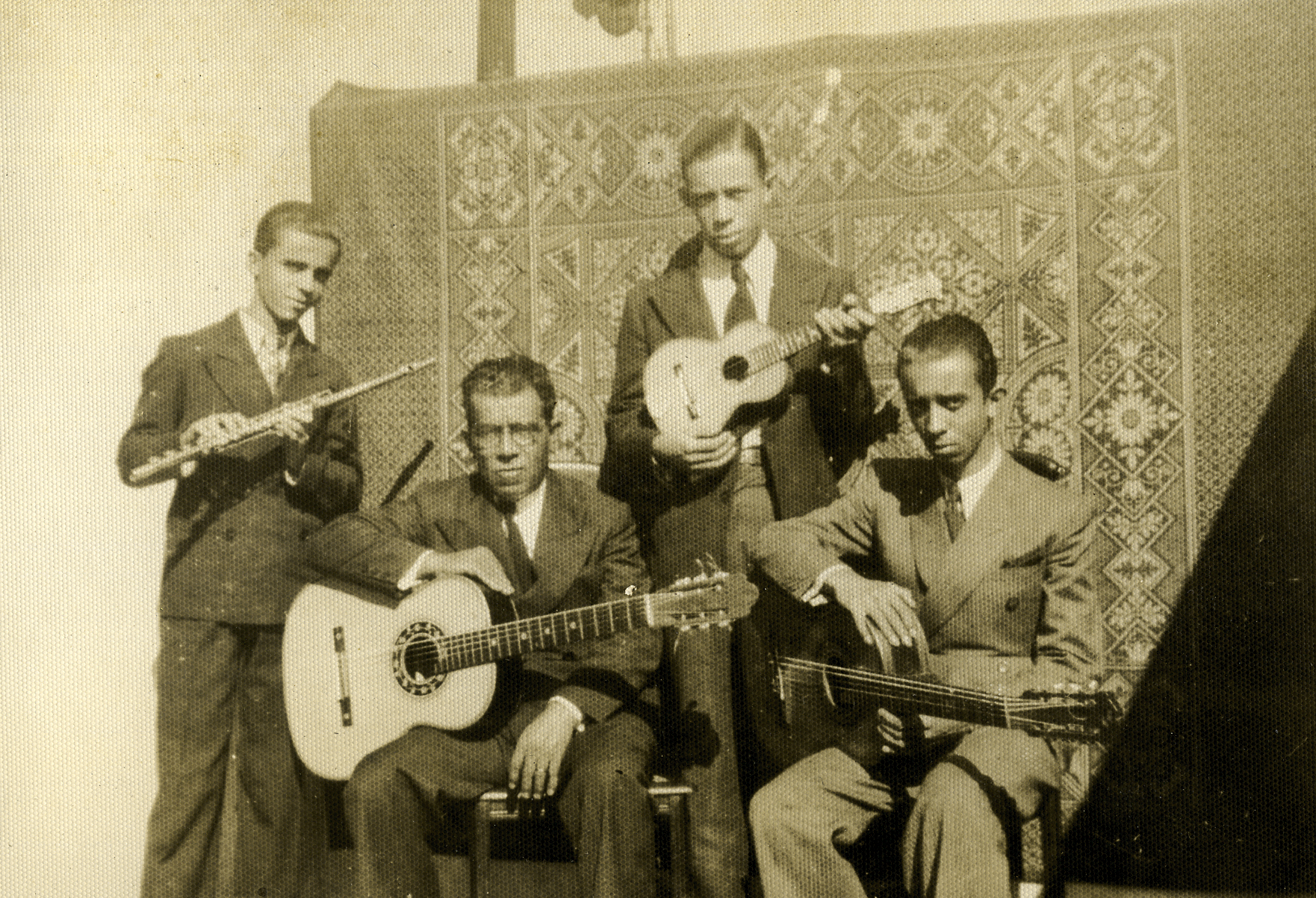
Os Teixeiras: o irmão Neuwaldo Teixeira na flauta, o pai Edgard Carlos Teixeira no violão, o irmão Valzinho no cavaquinho e Newton Teixeira no violão. (fonte: Álbum de família)

- ([S/D]) Parada do amor/Chorei demais • Cisne Real • 78
- (1960) Amor ilusão/Carnaval de antigamente • Califórnia • 78
- (1956) Professora suburbana/Não sei porquê • Columbia • 78
- (1955) A deusa da minha rua/Só não posso • Columbia • 78
- (1954) Reflexo/Cocktail para dois • Columbia • 78
- (1953) Corpo de mulher/Marília • Continental • 78
- (1952) Meu confidente/Caso de amor • Continental • 78
- (1951) Quinhentos e seis/Micróbio do samba • Continental • 78
- (1951) Inveja/Naquela tarde • Continental • 78
- (1945) Revelação/Chorei • Continental • 78
- (1943) Onde está meu pensamento/Não troquemos de mal • Columbia • 78
- (1943) Marta/O sonho de Manon • Continental • 78
- (1942) Aquela casa discreta/Nós dois a sonhar • Odeon • 78
- (1942) Querida/Só me falta uma mulher • Odeon • 78
- (1941) Onde estás primavera?/A lenda do pastor • 11.984 • 78
- (1941) N-a-o-til não/Se tudo fosse meu • Odeon • 78
- (1941) Nunca/Céu de amor • Odeon • 78
- (1941) Tempo de criança/Não quero opinião de mulher • Odeon • 78
- (1940) Vinte e cinco anos/Você não tem palavra • Odeon • 78
- (1939) Quando eu for bem velhinho/Eu quero ver o teu fim • Odeon • 78